# Шведска на Светском првенству у атлетици у дворани 2022.
Шведска је  на 18. Светском првенству у атлетици у дворани 2022. одржаном у Београду од 18. до 20. марта учествовала осамнаести пут, односно учествовала је на свим првенствима до данас. Репрезентацију Шведске представљало је 14 такмичара (9 мушкарца и 5 жена), који су се такмичили у 11 дисциплина (6 мушких и 5 женских).,
На овом првенству Шведска је по броју освојених медаља заузела 5. место са 3 медаље (1 златна, 1 сребрна и 1 бронзана).
У табели успешности према броју и пласману такмичара који су учествовали у финалним такмичењима (првих 8 такмичара) Шведска је са 5 учесника у финалу делила 9. место са 30 бодова.
| Плас. | Земља   | 1. место | 2. место | 3. место | 4. место | 5. место | 6. место | 7. место | 8. место | Бр. финал. | Бод. |
| ----- | ------- | -------- | -------- | -------- | -------- | -------- | -------- | -------- | -------- | ---------- | ---- |
| =9.   | Шведска | 1        | 1        | 1        | 1        | 1        | 0        | 0        | 0        | 5          | 30   |

## Учесници
| Мушкарци: - Карл Бергстром — 400 м, Штафета 4 × 400 метара - Андреас Крамер — 800 м - Каспер Кадестал — Штафета 4 × 400 метара - Ник Екелунд-Аренандер — Штафета 4 × 400 метара - Карл Волгрен — Штафета 4 × 400 метара - Ерик Мартинсон — Штафета 4 × 400 метара - Арманд Дуплантис — Скок мотком - Тобиас Монтлер — Скок удаљ - Виктор Петерсон — Бацање кугле | Жене: - Клаудија Пајтон — 60 м - Мераф Бахта — 3.000 м - Јулија Венерстен — 60 м препоне - Кади Сагнија — Скок удаљ - Фани Рос — Бацање кугле |

, , ,

## Освајачи медаља (3)

### Злато (1)
- Арманд Дуплантис — Скок мотком

### Сребро (1)
- Тобиас Монтлер — Скок удаљ

### Бронза (1)
- Карл Бергстром — 400 м

## Резултати

### Мушкарци
| Атлетичар             | Дисциплина   | Лични рекорд | Квалификације | Квалификације | Полуфинале            | Полуфинале  | Финале                   | Финале | Детаљи |
| Атлетичар             | Дисциплина   | Лични рекорд | Резултат      | Место         | Резултат              | Место       | Резултат                 | Место  | Детаљи |
| --------------------- | ------------ | ------------ | ------------- | ------------- | --------------------- | ----------- | ------------------------ | ------ | ------ |
| Карл Бергстром        | 400 м        | 45,91        | 46,45 КВ      | 1. у гр. 5    | 45,92 КВ              | 1. у гр. 2  | 45,33 НР, ЛР             |        |        |
| Андреас Крамер        | 800 м        | 1:44,47      | 1:48,25 КВ    | 2. у гр. 2    |                       |             | 1:46,76                  | 5 / 15 |        |
| Каспер Кадестал       | 4 х 400 м    | 3:02,87 НР   | 3:05,22 НРС   | 3. у гр. 1    | Нису се квалификовали | 9 / 12 (13) |                          |        |        |
| Ник Екелунд-Аренандер | 4 х 400 м    | 3:02,87 НР   | 3:05,22 НРС   | 3. у гр. 1    | Нису се квалификовали | 9 / 12 (13) |                          |        |        |
| Карл Волгрен          | 4 х 400 м    | 3:02,87 НР   | 3:05,22 НРС   | 3. у гр. 1    | Нису се квалификовали | 9 / 12 (13) |                          |        |        |
| Ерик Мартинсон        | 4 х 400 м    | 3:02,87 НР   | 3:05,22 НРС   | 3. у гр. 1    | Нису се квалификовали | 9 / 12 (13) |                          |        |        |
| Арманд Дуплантис      | Скок мотком  | 6,19 НР      |               |               |                       |             | 6,20 СР, ЕР, РСП, НР, ЛР |        |        |
| Тобиас Монтлер        | Скок удаљ    | 8,31 НР      | 8,38 НР, ЛР   |               |                       |             |                          |        |        |
| Виктор Петерсон       | Бацање кугле | 21,15        | 20,33         | 12 / 18       |                       |             |                          |        |        |

### Жене
| Атлетичарка      | Дисциплина   | Лични рекорд | Квалификације     | Квалификације | Полуфинале       | Полуфинале       | Финале                | Финале                | Детаљи |
| Атлетичарка      | Дисциплина   | Лични рекорд | Резултат          | Место         | Резултат         | Место            | Резултат              | Место                 | Детаљи |
| ---------------- | ------------ | ------------ | ----------------- | ------------- | ---------------- | ---------------- | --------------------- | --------------------- | ------ |
| Клаудија Пајтон  | 60 м         | 7,24         | 7,21(.207) КВ, ЛР | 3. у гр. 1    | Дисквалификована | Дисквалификована | Није се квалификовала | Није се квалификовала |        |
| Мераф Бахта      | 3.000 м      | 8:37,50 о    |                   |               |                  |                  | 8:58,68               | 17 / 20               |        |
| Јулија Венерстен | 60 м препоне | 8,14         | 8,17(.169) КВ     | 3. у гр. 5    | 8,21             | 7. у гр. 2       | Није се квалификовала | 22 / 36               |        |
| Кади Сагнија     | Скок удаљ    | 6,93 о       |                   |               |                  |                  | 6,42                  | 12 / 14 (15)          |        |
| Фани Рос         | Бацање кугле | 19,34 о      | 19,22 ЛРС         | 4 / 15        |                  |                  |                       |                       |        |